# USS Shelton (DE-407)
El USS Shelton (DE-407) de la Armada de los Estados Unidos fue un destructor de escolta de la clase John C. Butler. Fue puesto en gradas en noviembre de 1943, botado en diciembre del mismo año y asignado en abril de 1944. Fue hundido por un submarino japonés en octubre de 1944.

## Historia
Construido por el Brown Shipbuilding Co. (Houston, Texas), fue puesto en gradas el 1 de noviembre de 1943, botado y bautizado (por la madre de James A. Shelton) el 18 de diciembre de 1943 y comisionado el 4 de abril de 1944 en Houston.
El Shelton escoltaba a los portaaviones de escolta Fanshaw Bay (CVE-70) y Midway (CVE-63) cuando un el submarino japonés RO-41 le disparó cuatro torpedos el 3 de octubre de 1944. Uno golpeó la hélice de estribor y lo dejó paralizado. El destructor Richard M. Rowell recogió a los tripulantes e intentó remolcarlo pero el Samuel B. Roberts se fue a pique.
Ganó una estrella de batalla por su servicio.